# Художественный музей Экленда
Художественный музей Экленда (англ. The Ackland Art Museum) ― художественный музей и подразделение Университета Северной Каролины в Чапел-Хилле. Был основан по завещанию американского юриста Уильяма Хейса Экленда (1855―1940), который передал свою коллекцию картин в дар Университету Северной Каролины в Чапел-Хилле. Здание музея располагается по адресу С. Колумбия-стрит, дом 101, недалеко от пересечения с Франклин-стрит на северном краю университетского кампуса.
Поскольку музей является структурным подразделением университета, он также предлагает свои образовательные программы, причём как для взрослых, так и для детей.

## История
Уильям Хейс Экленд, уроженец Теннесси, юрист и коллекционер произведений искусства, желал после своей смерти передать финансовые средства тому университету Юга, который сможет разместить у себя художественный музей. В завещании, составленном в 1936 году, он сузил свой выбор до Университета Дьюка, Университета Северной Каролины в Чапел-Хилле, и Роллинз-колледжа в штате Флорида (именно в таком порядке). Поскольку университет Дьюка отказался от права на наследование, оно перешло к университету Северной Каролины. После посещения кампуса Дьюка и встречи с представителями администрации университета (которые на тот момент были готовы принять наследство), Экленд решил, что только Дьюк должен получить по завещанию 1,25 млн долларов, Северная Каролина не получала ничего, а Роллинз ― гораздо более скромную сумму, чем Дьюк. Акланд не смог поступить в Гарвардский колледж из-за давления своей семьи, которая хотела, чтобы тот оставался вблизи своего дома, ― и впоследствии всегда сожалел об этом решении. Некоторые исследователи предполагают, что он считать Дьюк своего рода «Гарвардом Юга».
Экленд завещал Дьюку всё свое состояние при условии, что он будет похоронен на территории недавно построенного музея. После того, как он наконец умер в 1940 году, руководство Дьюка решило, что дар несёт с собой «слишком много цепей» и отказалось от него. Хотя трое других меценатов — все из семьи Дьюк — уже были похоронены на территории кампуса.
Племянники Экланда подали в суд, чтобы оспорить завещание. То же самое сделало и руководство Роллинз-колледж (представителем был бывший генеральный прокурор США Гомер Каммингс). Университет Северной Каролины представлял адвокат О. Макс Гуадалахара. Родственники умершего довели дело до Верховного суда Соединенных Штатов, утверждая, что поскольку только Дьюк был упомянут в завещании, то при его отказе имущество должно было перейти к ним.
Судебные разбирательства продлились пять лет. В 1947 году Верховный суд установил, что в свои последние дни Экленд склонялся к тому, чтобы завещать имущество Роллинзу; на это основании именно Роллинз должен был получить наследство. Однако душеприказчики Экленда решили, что наследство должно перейти университету Северной Каролины, учитывая его финансовое состояние и близость к университету Дьюка. Апелляция на решение суда низшей инстанции привела к тому, что имущество по завещанию Экленда (которое выросло в цене до 1,4 млн долларов) было передано университету Северной Каролины в 1949 году. Останки были перенесены из кладбища Мт. Оливет кладбище в Нэшвилле и были перезахоронены в музее университета Северной Каролины.

## Экспозиция
В фондах музея содержится около 17 000 произведений искусства. Наиболее широко представлены работы из Азии, а также произведения искусства на бумаге (то есть гравюры, фотографии и рисунки). В коллекции также есть важные работы европейских авторов двадцатого века, а также произведения африканского искусства и керамические изделия Северной Каролины. Среди художественных произведений здесь представлены картины Эжена Делакруа, Альбрехта Дюрера, Жана-Оноре Фрагонара, Кете Кольвиц, Пабло Пикассо и Макса Вебера.